# SS Paris (1916)
El SS Paris era un transatlántico francés construido en 1916 en los astilleros de Saint-Nazaire (Francia) para la compañía naviera Compagnie Générale Transatlantique. A pesar de que su construcción se inició en 1913, su botadura se retrasó hasta 1916, y el barco no fue completado finalmente hasta 1921, debido a la Primera Guerra Mundial. Cuando el buque fue finalmente completado, se convirtió en el transatlántico más grande de Francia, con 34 569 toneladas.

## Hundimiento

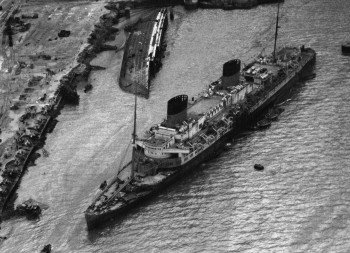
El Europa junto al semihundido SS Paris en 1946.

El 18 de abril de 1939, el París se incendió mientras estaba atracado en Le Havre y bloqueó temporalmente la salida del dique seco del nuevo transatlántico Normandie. Volcó y se hundió en su litera donde permaneció hasta después de la Segunda Guerra Mundial, casi una década después. 
Un año después de que terminara la guerra, el transatlántico alemán Europa de 50.000 toneladas fue entregado a French Line como compensación por el Normandie y rebautizado como Liberté. Mientras se reparaba el Liberté en Le Havre, un vendaval de diciembre arrancó el barco de sus amarras y lo arrojó a los restos semisumergidos del París. Se acomodó rápidamente, pero en posición vertical. Seis meses después, Liberté fue reflotado y en la primavera de 1947 estaba en St. Nazaire para su reconstrucción final. El pecio del París permaneció en el lugar hasta 1947, cuando finalmente fue desguazado en el lugar.